# Cemitério Judaico de Altona

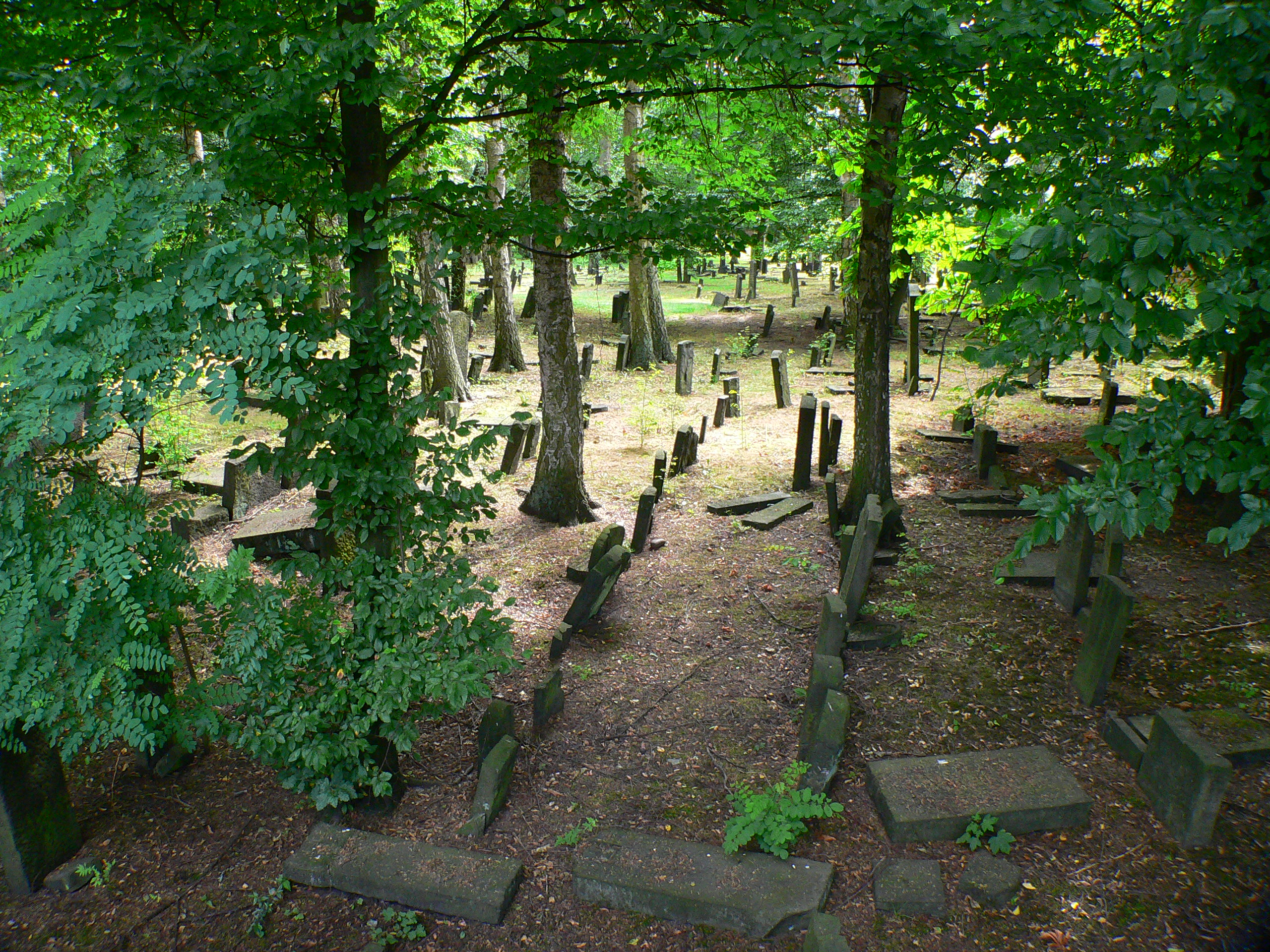
Entrada do cemitério: Königstr. 10a

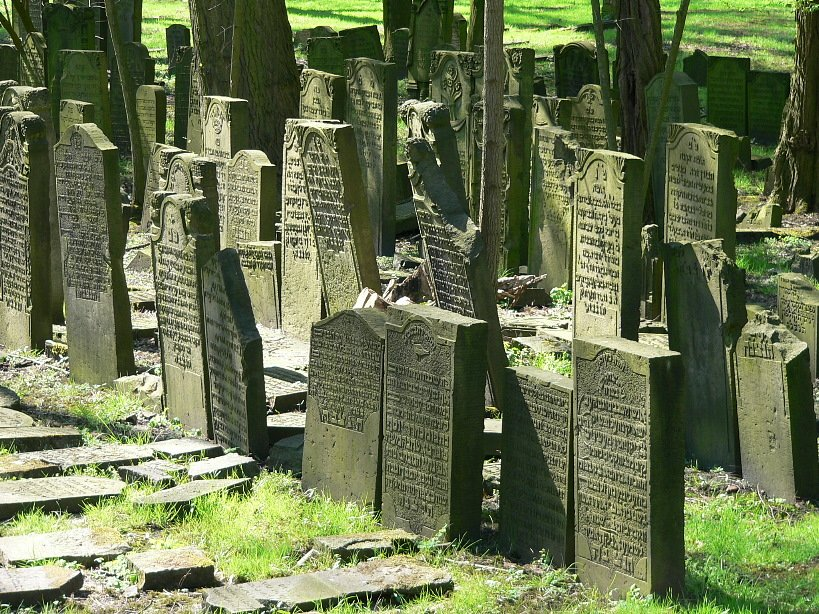
Pedras sepulcrais dos asquenazes

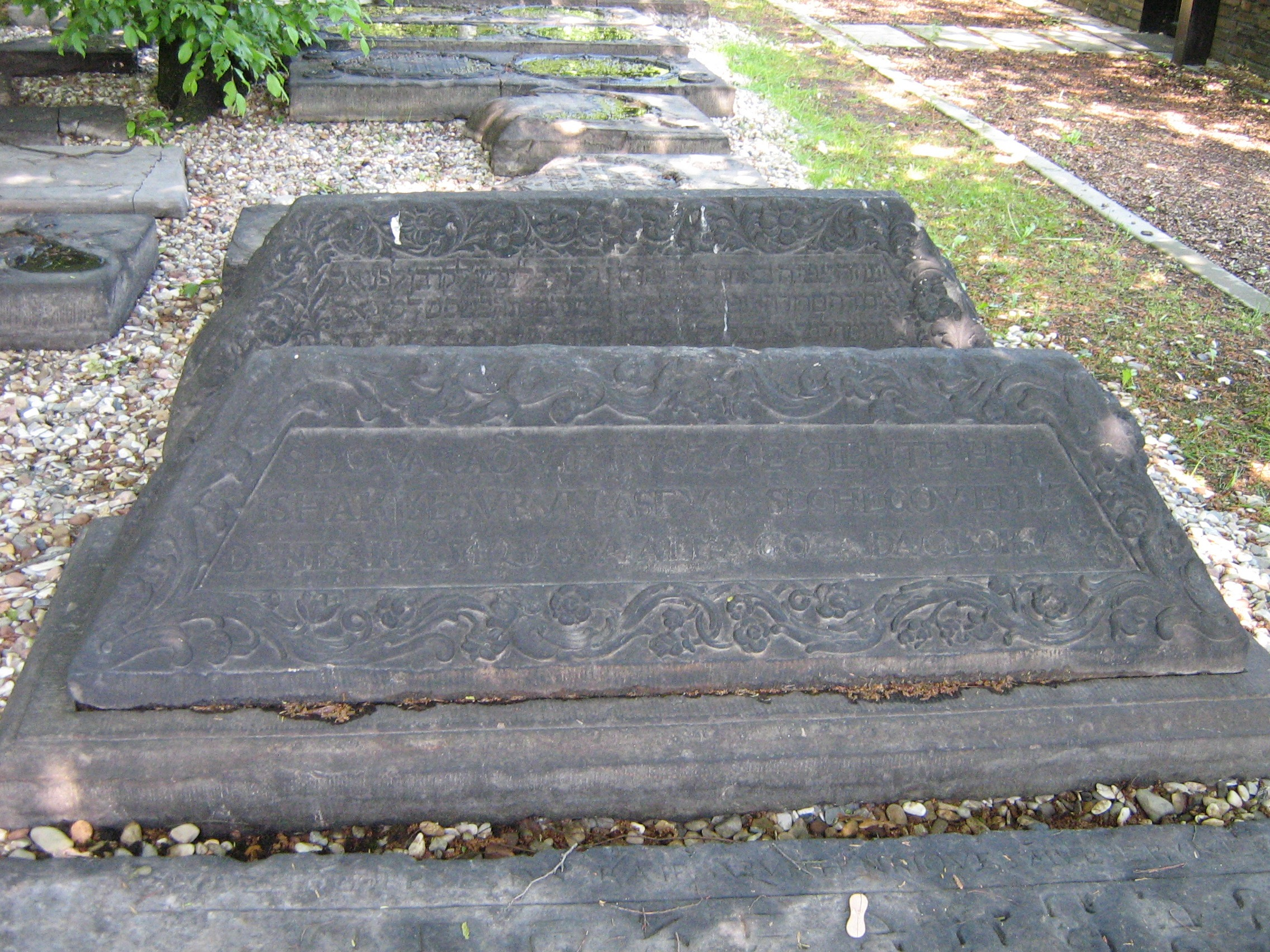
Sepulturas dos sefarditas

O Cemitério Judaico de Altona (em alemão:  Jüdische Friedhof Altona, também em alemão:  Jüdischer Friedhof Königstraße ou, com referência à parte sefardita do cemitério, em alemão:  Portugiesenfriedhof an der Königstraße), foi estabelecido em 1611 e fechado em 1877. Devido a sua área de 1,9 hectares, sua idade e o grande número de matzevas preservadas (aproximadamente 7600 de 8474, que foram contadas quando o cemitério foi fechado), é considerado um dos cemitérios judaicos mais significativos do planeta. 
No cemitério foram sepultados membros das comunidades judaicas de Altona e Hamburgo: sefarditas de origem espanhola-portuguesa e asquenazes da Europa Central e Leste Europeu.

## História
Em 31 de maio de 1611 judeus portugueses adquiriram em Hamburgo um pedaço de terra do duque Ernst zu Holstein-Schaumburg no Heuberg de Altona como cemitério.
A comunidade judaica de Altona adquiriu pouco depois nas proximidades um pedaço de terra para ser usado também como cemitério. O primeiro sepultamento ocorreu em 1616. No privilégio geral do rei Cristiano IV da Dinamarca de 1 de agosto de 1641 consta "que eles tem uma sinagoga, em seu cultos seguem o rito judaico, em seu cemitério sepultam os mortos de forma judaica". Nos anos 1668, 1710, 1745 e 1806 as partes asquenazes foram ampliadas e cresceram atée se juntar ao cemitério português. Na "parte de Hamburgo" do cemitério dos asquenazes foram sepultados judeus de Hamburgo entre 1812 e 1835.
No século 19 a maioria dos cemitérios urbanos (normalmente localizados junto a uma igreja) foram demolidos e construídos novos cemitérios fora dos limites das cidades, como lembram as lápides do Heilig-Geist-Kirchhof em Altona. Os cemitérios judaicos na Königstrasse, no entanto, permaneceram intacto mesmo após seu fechamento oficialmente ordenado em 1869. Enterros ocasionais ainda ocorreram até 1871 em sepulturas asquenazes, e até 1877 na parte portuguesa. Neste último foram registradas mais recentemente 1806 sepulturas, no cemitério dos asquenazes em Altona 6000 sepulturas e na parte de Hamburgo 668.
Desde 1960 o cemitério está tombado como monumento histórico.

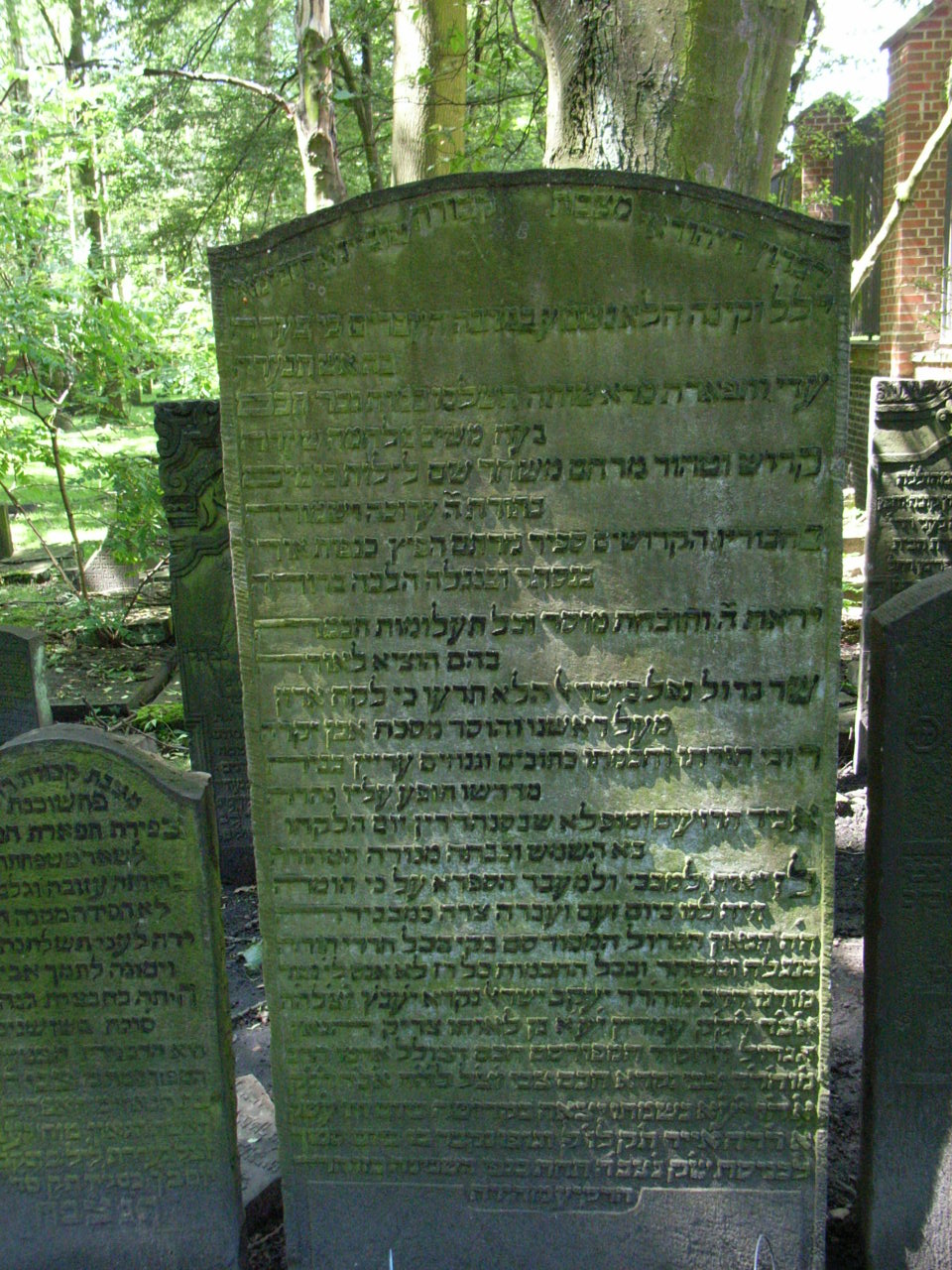
Pedra sepulcral de Jacob Emden (1776)